# テテ・モレンテ
ホセ・アントニオ・"テテ"・モレンテ・オリバ（José Antonio "Tete" Morente Oliva、1996年12月4日 - ）は、スペイン・アンダルシア州ラ・リネア出身のサッカー選手。USレッチェ所属。ポジションはフォワード。

## クラブ経歴
2016-17シーズン、当時セグンダ・ディビシオンB (3部相当)に所属していたアトレティコ・マドリードBでプロデビューを果たした。しかし、トップチーム昇格は叶わず、2017年にジムナスティック・タラゴナへと移籍した。その後はCDルーゴ、マラガCFに在籍するもレギュラーの座を掴めないシーズンが続いた。
2020年9月16日、プリメーラ・ディビシオン (1部)に昇格したエルチェCFと4年契約を結んだ。
2024年6月19日、イタリア・セリエAのUSレッチェと同年7月1日から2027年6月までの3年契約を締結した。